# Luftangriffe auf die Leunawerke
Im Zweiten Weltkrieg erfolgten schwere Luftangriffe auf die Leunawerke durch die US Army Air Forces (USAAF) und die Royal Air Force (RAF). Sie waren Teil der Alliierten Luftoffensive auf die deutsche Treibstoffindustrie. Die Leunawerke der I.G. Farben in Leuna bei Merseburg waren einer der bedeutendsten Standorte der Chemie-Industrie im Deutschen Reich. Ein Produktionsschwerpunkt war die Herstellung synthetischer Kraftstoffe aus Braunkohle in Hydrierwerken durch das Bergius-Pier-Verfahren.
Vom 12. Mai 1944 bis zum 4. April 1945 warfen in 22 Angriffen insgesamt 6.552 viermotorige Bomber fast 18.000 Tonnen Bombenlast (entsprechend etwa 83.000 Bomben) über dem Großraum Leuna/Merseburg/Krumpa/Schkopau ab, davon trafen etwa 10 % das Leunawerk selber. Es entstanden in dieser „Schlacht um Leuna“ im Werk und dessen Umgebung schwerste Schäden, die mit großem Aufwand zwischen den Angriffen immer wieder behelfsmäßig repariert wurden. In der Belegschaft (etwa 27.000 Menschen, davon 16.500 Ausländer) gab es 341 Tote und 703 Verletzte. Mit dem darauf folgenden Ausfall von 90 % der deutschen Benzinproduktion war der Krieg laut Albert Speer für das Deutsche Reich auch „produktionstechnisch verloren“.

## Die Luftangriffe auf die deutsche Treibstoffindustrie
Im Zeitraum von Mai 1944 bis April 1945 warfen USAAF und Royal Air Force bei 206 Luftangriffen auf 24 Hydrier- und Synthese-Werke des Deutschen Reiches insgesamt 216.322 Tonnen Bomben ab.
Eingeleitet wurde die „Öl-Offensive“ der Westalliierten am 12. Mai 1944 durch 935 strategische Bomber mit Hunderten Begleit-Jagdflugzeugen dreier Air Divisions der 8th Air Force. Von Großbritannien aus griffen sie gleichzeitig die fünf Hydrierwerke Leuna, Lützkendorf, Böhlen, Zeitz-Tröglitz und Brüx/Oberleutensdorf an und trafen damit empfindlich einen Lebensnerv der deutschen Kriegs- und Zivilwirtschaft.

### Die Angriffe auf die Leunawerke

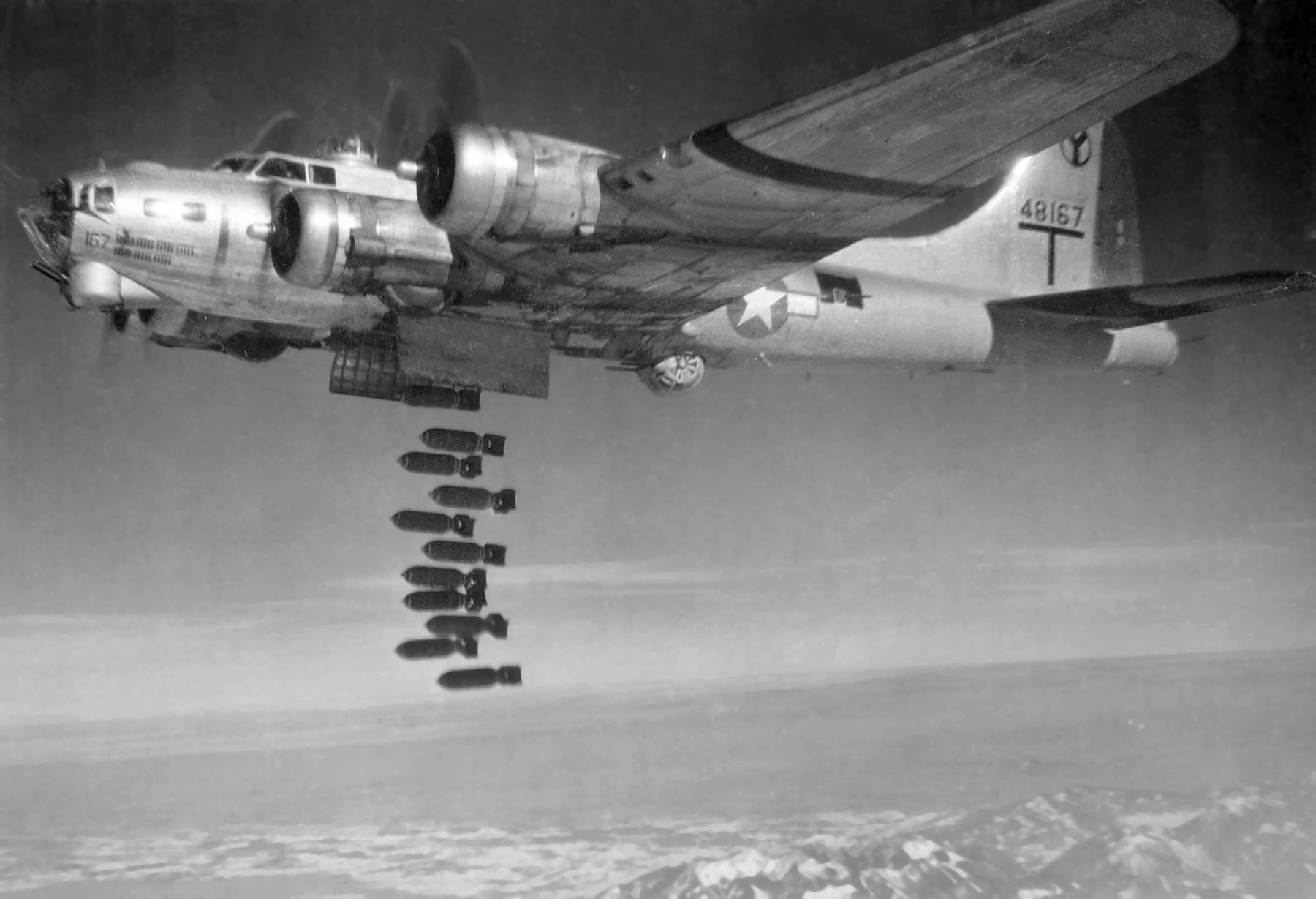
US-amerikanische B-17 „Flying Fortress“

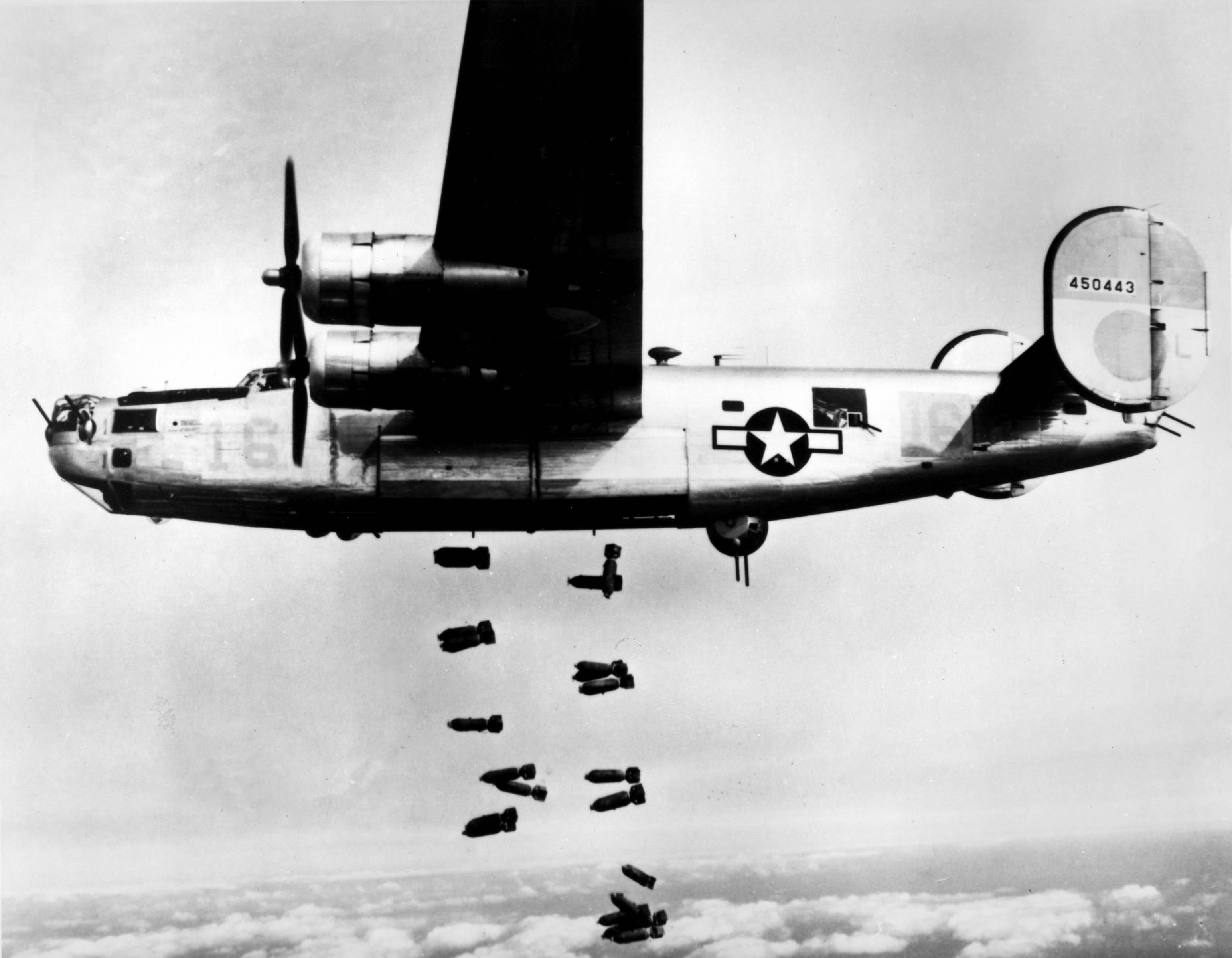
US-amerikanische B-24 „Liberator“

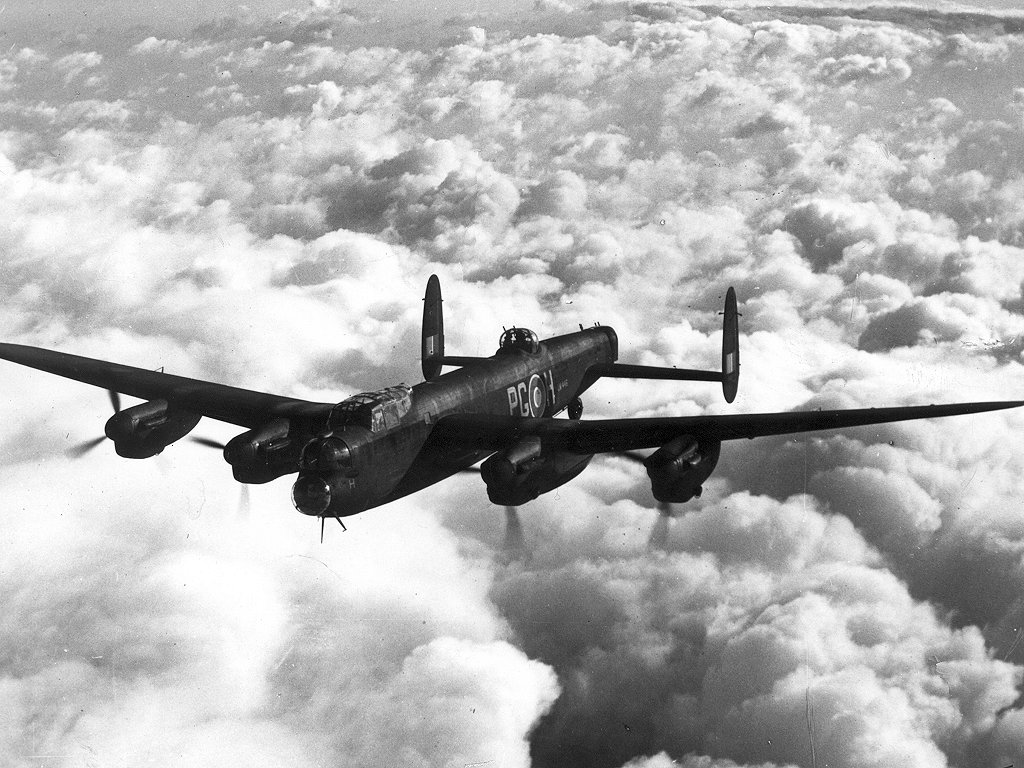
Avro Lancaster des RAF Bomber Command

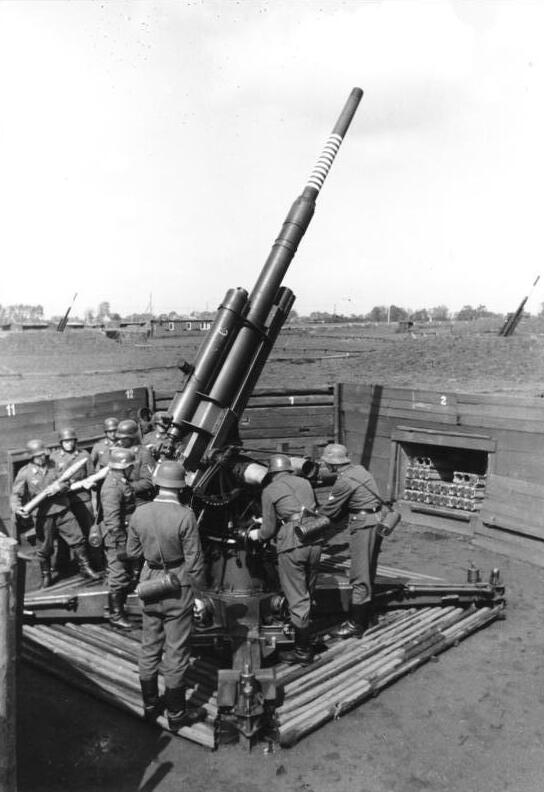
8,8-cm-Flak (1943)

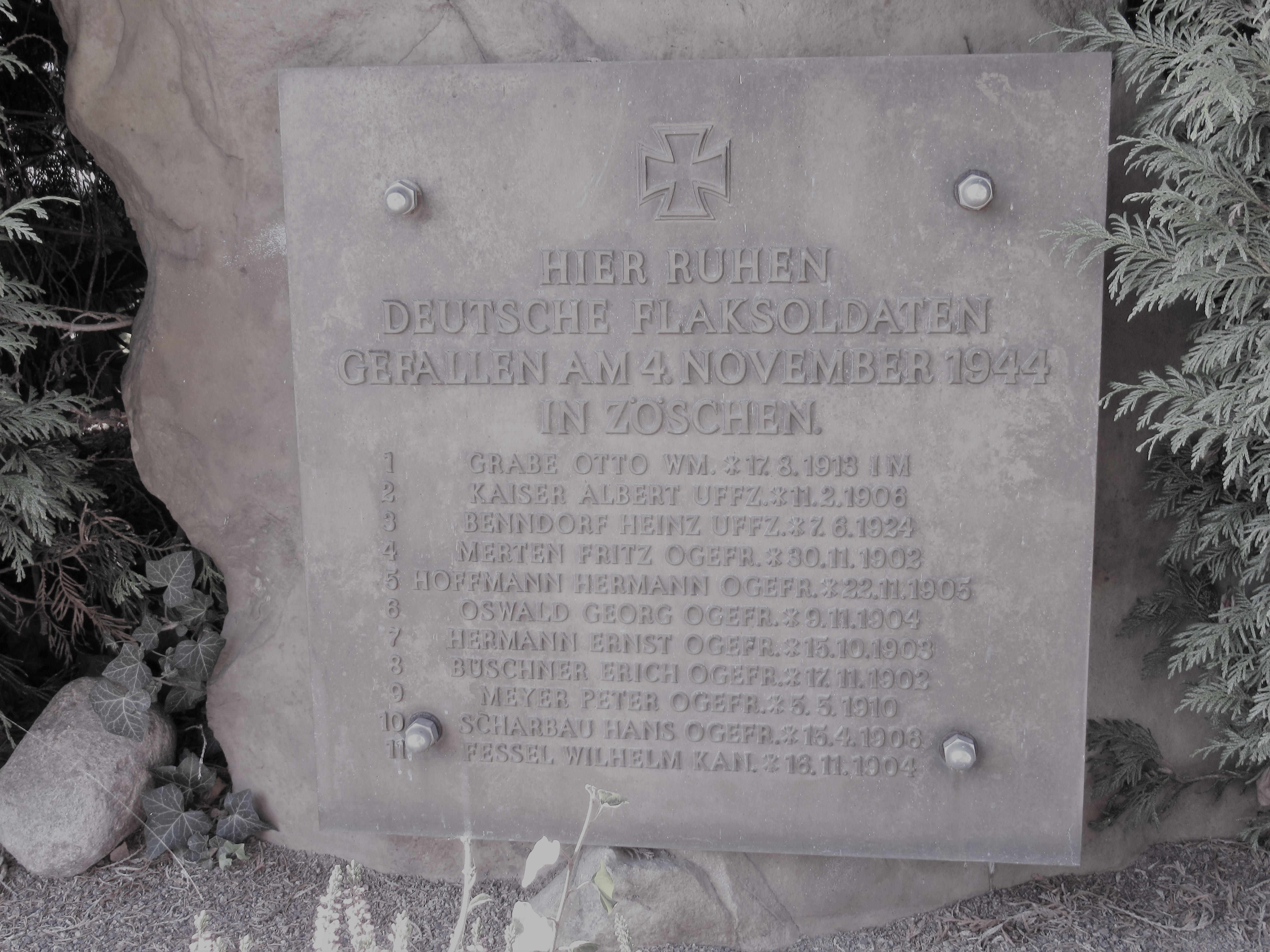
In Flakstellung Zöschen 1944 gefallene elf Soldaten

Vor 1944 waren die Leunawerke nur zweimal von leichten Angriffen der RAF betroffen: in den Nächten 17./18. August und 19./20. August 1940.
An den 22 Luftangriffen vom 12. Mai 1944 bis 4. April 1945 auf das „Ammoniakwerk Merseburg GmbH – Leuna“ waren 6.552 viermotorige Bomber beteiligt. Die USAAF setzten in Tagesangriffen B-17 „Flying Fortress“  und B-24 „Liberator“, die Royal Air Force in Nachtangriffen Avro Lancasters und Mosquitos ein, die Amerikaner begleitet von jeweils Hunderten von Jagdflugzeugen. 123 Bombenflugzeuge gingen verloren, vor allem durch die Flakabwehr des Mitteldeutschen Flakgürtels. Insgesamt 17.979 Tonnen Bomben wurden auf den Großraum Leuna/Merseburg abgeworfen. Nach anderer Quelle waren es 18.100 Tonnen, davon RAF 5.400 und USAAF 12.700 Tonnen. Rehmann gibt 19.463 Tonnen Sprengbomben (errechnet: 85.300 Bomben) an. Es handelte sich ganz überwiegend um Sprengbomben von 50 bis 500 kg, mit starker Splitterwirkung, aber durch die RAF auch um Minenbomben in den Kalibern 1.000 und 1.800 kg, sowie um Brandbomben. In den Leunawerken selbst explodierten 7.229 Sprengbomben, dazu wurden zahlreiche Blindgänger geborgen. Die Amerikaner flogen Tagesangriffe nach Sicht, die Briten Nachtangriffe unter Verwendung des H2X-Radars. Trotz intensiver Wiederaufbaubemühungen zwischen den Angriffen durch eine Belegschaft von 27.000 Menschen (davon 16.500 Ausländer: italienische Militärinternierte, Kriegsgefangene und Fremdarbeiter) ging die Produktion 1944 gegenüber 1943 um mindestens 50 % zurück. 1945 war dieser Rückgang noch stärker, bis zur nahezu völligen Zerstörung der Leunawerke am 4. April 1945.
- 12. Mai 1944: Luftalarm um 13:27 Uhr. 217 B-17 der 1st Bombardment Division der 8th Air Force griffen von 13:48 bis 14:08 Uhr bei klarem Wetter die Leunawerke  und das Mineralölwerk Lützkendorf an. Nach anderer Quelle waren es 224 B-17, alleine auf Leuna.[4] Auf Leuna wurden 460 Tonnen Bombenlast geworfen, ganz überwiegend Sprengbomben. Der überraschende Großangriff hatte schwere Folgen. Er forderte 125 (bzw. 117 oder 140) Tote (davon 67 Deutsche) und über 300 Verletzte (davon 88 schwer) und richtete katastrophale Schäden in dem Chemiewerk an. Es lag nach dem Angriff völlig still, auch weil Dampf, Strom und Wasser ausgefallen waren. Bis 25. Mai erfolgte wieder eine Teilinbetriebnahme mit der Produktion von Flugbenzin. Die Gesamtproduktion wurde um 60 % gesenkt. Ein Bomber ging verloren.
- 28. Mai 1944: Erneuter Angriff der USAAF, die 2nd Bombardment Division der 8th Air Force warf um 14:56 bis 14:58 Uhr aus 59 strategischen Bombern vom Typ B-24 aus etwa 7.000 Metern Höhe nach Sicht 133 Tonnen GP-Bomben (1.650 Stück) auf die Leunawerke und Umgebung. Keine Verluste an Bombern.
- 7. Juli 1944: 45 B-17, 9:50 bis 10:06 Uhr, 93 Tonnen GP-Bomben (1.400 Stück), nach Sicht. Zwei Maschinen gingen verloren.
- 20. Juli 1944: 148 B-17, 11:20 bis 11:36 Uhr, 360 Tonnen GP-Bomben (2.300 Stück), nach Sicht. Zwei Maschinen gingen verloren.
- 28. Juli 1944: 645 B-17, 9:33 bis 10:06 Uhr, 1.500 Tonnen GP-Bomben (6.330 Stück), Pathfinder-Einsatz. Zwölf Maschinen gingen verloren.
- 29. Juli 1944: 554 B-17, 9:55 bis 19:39 Uhr, 1.360 t GP-Bomben (10.900 Stück), nach Sicht und Pathfinder. Neun Maschinen Verlust.
- 24. August 1944: 191 B-17, 12:00 bis 12:50 Uhr, 450 t GP-Bomben (2.830 Stück), nach Sicht. Elf Maschinen Verlust.
- 11. September 1944: 96 B-17, 11:54 bis 12:13 Uhr, 240 t GP-Bomben (957 Stück), Pathfinder. Zehn Maschinen Verlust.
- 13. September 1944: 133 B-17, 11:22 bis 11:37 Uhr, 330 t GP-Bomben (1.040 Stück), nach Sicht. Sechs Maschinen Verlust.
- 28. September 1944: 303 B-17, 13:00 bis 13:12 Uhr, 725 t GP-Bomben (1.955 Bomben), Pathfinder.
- 7. Oktober 1944: 114 Bomber der Typen B-17 und B-24, 12:25 bis 12:38 Uhr, 278 t Bomben (1.112 Stück), Pathfinder. Zwei Maschinen Verlust.
- 2. November 1944: 574 B-17, 12:20 bis 12:45 Uhr, 1.324 t GP-Bomben (8.000 Stück), Pathfinder. 27 Maschinen Verlust.
- 8. November 1944: 190 B-17, 500 t GP-Bomben (1.990 Stück), Pathfinder. Zwei Maschinen Verlust.
- 21. November 1944: 210 B-17, 11:35 bis 11:52 Uhr, 500 t GP-Bomben (2.270 Stück), Pathfinder. Acht Maschinen Verlust.
- 25. November 1944: 672 B-17, 11:50 bis 12:16 Uhr, 1.750 t GP-Bomben (7.000 Stück), Pathfinder. Sieben Maschinen Verlust.
- 30. November 1944: 250 B-17, 13:17 bis 13:34 Uhr, 600 t GP-Bomben (4.760 Stück). Nach Sicht, Pathfinder. 14 Maschinen Verlust.
- 6. Dezember 1944: „Double Blow“ durch die USAAF am Tag und die britische RAF in der darauffolgenden Nacht. Diese Taktik war besonders verheerend, traf sie doch beim 2. Angriff unerwartet die in großer Zahl arbeitenden Bergungs-, Lösch- und Instandsetzungskräfte. Gleichzeitig trafen diese Angriffe die Stadt Merseburg als Hauptziel sehr schwer. US-Angriff: 472 B-17, 11:55 bis 12:25 Uhr, 1.050 t Bomben (8.300 Stück). Pathfinder-Führung. Vier Maschinen Verlust. RAF-Angriff: Außer den bisher nur eingesetzten Sprengbomben wurden durch die RAF auch Minenbomben, Phosphorbomben und in großer Zahl Stabbrandbomben geworfen. Die Bombenlast betrug insgesamt 2.242 Tonnen, geworfen von 475 Lancasters und 14 Mosquitos.
- 12. Dezember 1944: 348 B-17, 11:46 bis 11:55 Uhr, 985 t Bomben (3.950 Stück). Pathfinder-Führung. Zwei Maschinen Verlust.
- 14./15. Januar 1945: Erneuter „Doppelschlag“: USAAF am Tag und No. 5 Bomber Group der RAF ab 19:55 Uhr und ab 23:20 Uhr in der darauffolgenden Nacht. RAF: 2.463 Tonnen Bomben (6.100 Stück, darunter 491 Minenbomben zu je 4.000 Pfund). 573 Lancasters und 14 Mosquitos waren beteiligt. Führung durch Pathfinder und Target Indicator. Zehn Lancaster wurden abgeschossen.
- 4./5. April 1945: nächtlicher (22:50 bis 23:04 Uhr) schwerer Angriff der No. 5 Bomber Group der RAF, der zur nahezu vollständigen Zerstörung des in Teilen notdürftig wieder aufgebauten Werkes und zum weitgehenden Erlöschen seiner Produktion führte. 327 Lancasters und 14 Mosquitos warfen 1.113 (1.406) Tonnen Bomben (2.544 Stück) auf die Leunawerke und ihre Umgebung. Führung durch Pathfinder und Target Indicator. Zwei Bomber wurden abgeschossen.

### Materielle Schäden
Die Leunawerke waren mit ihren zahlreichen Bauten und den stark verzweigten Rohrsystemen ein empfindliches Ziel der alliierten Bombardements. Einen guten Überblick im Einzelnen geben die Ausarbeitungen von Herbert Rost und von Martin Pabst. Die Erzeugung von Flugbenzin, Benzin, Dieselkraftstoff, Isobutylöl, Methanol und Ammoniak ging 1944 gegenüber 1943 um mindestens 50 % zurück. Die Anlagen wurden immer wieder behelfsmäßig aufgebaut, sicher unter rücksichtslosem Einsatz der Beschäftigten. „Die Bau- und Reparaturleistungen zur Wiederaufnahme der Produktion in den beschädigten Anlagen nahmen ungewöhnliche Ausmaße an“. Die amerikanische Zeitschrift „Popular Science“ schrieb im November 1945: „Diese Anlage in Leuna ist ein riesiges Denkmal deutscher chemischer Zauberei. Es niederzukämpfen, hieß eine Katze zu töten. Es musste neunmal geschehen, um es endgültig zu machen … Es war ein Menschenwerk mit einer Serie auswechselbarer Herzen … Leuna war grimmig verteidigt worden …“ Zitiert nach

### Opferzahlen
Der erste Großangriff auf die Leunawerke am 12. Mai 1944 forderte 125 Tote und über 300 Schwer- und Leichtverletzte. Den übrigen Angriffen 1944 fielen 175 Menschen zum Opfer. Insgesamt waren es vom 12. Mai bis 4. April 1945 341 Tote und 703 Verletzte, darunter viele ausländische Arbeitskräfte. Andere Quelle: insgesamt 156 deutsche und 145 ausländische Tote. Weitere Angabe: 140 Tote (darunter 16 D-Zuginsassen) alleine am 12. Mai 1944, davon 20 Unbekannte. In diesen Zahlen nicht enthalten sind die Opfer in den umliegenden Ortschaften und die gefallenen Flak- und Luftwaffensoldaten. Wie viele der etwa 1.100 Besatzungsmitglieder der 123 abgeschossenen amerikanischen und britischen Bomber sich haben retten können, ist nicht bekannt.

### Beschäftigte in den Leunawerken
Die Leunawerke hatten 15.800 Beschäftigte im Jahr 1935, 23.500 im Jahr 1940 und 27.000 Beschäftigte Ende 1944. Im Jahr 1944 waren davon 16.500 Ausländer: „Fremdarbeiter“, Kriegsgefangene und Häftlinge. Von 10.500 der ausländischen Beschäftigten im November 1944 liegen Angaben zur Nationalität vor: Russische Ostarbeiter 2.200, Franzosen 2.400, Italiener 2.000, 450 Tschechen, 430 Flamen, 515 andere Nationalitäten. Sauckel hatte auf Plakaten geworben: „Europa arbeitet in Deutschland“. Hinzu kamen 1.600 kriegsgefangene Franzosen und 1.600 Lagerhäftlinge aus „Arbeitserziehungslagern“ in der Umgebung. Es wird geschätzt, dass 2/3 der ausländischen Beschäftigten zur Zwangsarbeit in die Leunawerke verpflichtet worden waren.

### Luftschutz, Luftabwehr
Als besonders gefährdetes Gebiet waren Halle (Saale), Merseburg und die Leunawerke (nach den ersten britischen Bombenangriffen auf Berlin im August 1940) im Oktober 1940 als erstrangig in das Bunkerbau-Programm aufgenommen worden. Es gab im Werksbereich einen Befehlsbunker mit 7-geschossigen Kelleranlagen, Hochbunker, Spitzbunker, 500 Einmann-Bunker und bombensichere Schutzräume unter den Aschetrichtern im untersten Teil der 16 Schornsteine. 18.000 Menschen fanden in diesen Bunkern Schutz, 5.000 weitere in den Bunkern in Leuna-Stadt.
Unmittelbar nach dem Schock der erfolgreichen Luftangriffe auf die deutsche Treibstoffwerke wurde der Flakschutz in der mitteldeutschen Industrieregion massiv verstärkt. Im November 1944 waren hier 492 Geschütze der Kaliber 8,8 cm, 10,5 cm und 12,8 cm aufgestellt bzw. als Eisenbahnflak installiert, dazu Hunderte von leichten Flakgeschützen. US-Piloten sprachen von der „Flakhölle von Merseburg“. Die abgeschossenen 123 schweren Bomber waren größtenteils Opfer der Flakabwehr, weniger der Jagdabwehr. Es wurden auch die neuen, raketengetriebenen Abfangjäger des Typs Messerschmitt Me 163 "Komet" im neu aufgestellten Jagdgeschwader 400 eingesetzt.
Der Schutz der Leunawerke durch Vernebelungsanlagen und der Bau von Scheinanlagen zur Ablenkung der Bomberschützen wurde intensiviert.
Die Werkfeuerwehr – unterstützt durch auswärtige Wehren – war in einem Maße gefordert, wie man es sich nicht hatte vorstellen können. Straßen waren blockiert, Wasserleitungen zerrissen (Saale-Wasser musste über provisorische Leitungen hochgepumpt werden), Feuerwachen und Einsatzfahrzeuge zerstört. Die Bergungs- und Löscharbeiten wurden durch Tiefflieger behindert.

### Schäden in der Region
Neben den Luftangriffen auf die Leunawerke als „Primärziel“ kam es auch zu schweren Schäden an Wohnhäusern und anderen Gebäuden in der direkt benachbarten Stadt Leuna (war immer mit betroffen), im unweit entfernten Merseburg, Großkorbetha, Spergau, Bad Dürrenberg, Krumpa, Lützkendorf, Schkopau und anderen Orten. Bei Merseburg handelte es sich mehrmals um gezielte Angriffe auf die Stadt selbst als Primärziel (Luftangriffe auf Merseburg).

## Begräbnisstätten
Etwa 200 Bombenopfer aus den Leunawerken und der Stadt Leuna wurden auf dem Stadtfriedhof Kötzschener Straße beigesetzt (darunter 54 Deutsche), etwa 90 auf dem Ausländerfriedhof Keckermühle (davon vier Deutsche). Nach 1945 wurden französische, belgische und italienische Opfer in ihre Heimatländer überführt.